# Arata Sugiyama
Arata Sugiyama (杉山 新 Sugiyama Arata?, nacido el 25 de julio de 1980 en Saitama) es un exfutbolista japonés. Jugaba de defensa y su último club fue el FC Gifu de Japón.

## Trayectoria

### Clubes
| Club           | País  | Año         |
| -------------- | ----- | ----------- |
| Kashiwa Reysol | Japón | 1999 - 2002 |
| Ventforet Kofu | Japón | 2003 - 2009 |
| Omiya Ardija   | Japón | 2010 - 2011 |
| Yokohama FC    | Japón | 2012        |
| FC Gifu        | Japón | 2013 - 2014 |

## Estadística de carrera

### J. League
| Club           | Año   | J. League | J. League | Copa J. League | Copa J. League | Total | Total |
| Club           | Año   | Part.     | Goles     | Part.          | Goles          | Part. | Goles |
| -------------- | ----- | --------- | --------- | -------------- | -------------- | ----- | ----- |
| Kashiwa Reysol | 1999  | 0         | 0         | 1              | 0              | 1     | 0     |
| Kashiwa Reysol | 2000  | 0         | 0         | 0              | 0              | 0     | 0     |
| Kashiwa Reysol | 2001  | 4         | 0         | 0              | 0              | 4     | 0     |
| Kashiwa Reysol | 2002  | 2         | 0         | 1              | 0              | 3     | 0     |
| Ventforet Kofu | 2003  | 16        | 0         | -              | -              | 16    | 0     |
| Ventforet Kofu | 2004  | 22        | 0         | -              | -              | 22    | 0     |
| Ventforet Kofu | 2005  | 43        | 1         | -              | -              | 43    | 1     |
| Ventforet Kofu | 2006  | 30        | 0         | 3              | 0              | 33    | 0     |
| Ventforet Kofu | 2007  | 23        | 0         | 3              | 0              | 26    | 0     |
| Ventforet Kofu | 2008  | 38        | 1         | -              | -              | 38    | 1     |
| Ventforet Kofu | 2009  | 45        | 2         | -              | -              | 45    | 2     |
| Omiya Ardija   | 2010  | 23        | 0         | 2              | 0              | 25    | 0     |
| Omiya Ardija   | 2011  | 19        | 0         | 1              | 0              | 20    | 0     |
| Yokohama FC    | 2012  | 27        | 0         | -              | -              | 27    | 0     |
| FC Gifu        | 2013  | 33        | 1         | -              | -              | 33    | 1     |
| FC Gifu        | 2014  | 8         | 0         | -              | -              | 8     | 0     |
| Total          | Total | 333       | 5         | 11             | 0              | 344   | 5     |

## Palmarés

### Títulos nacionales
| Título         | Club           | País  | Año  |
| -------------- | -------------- | ----- | ---- |
| Copa J. League | Kashiwa Reysol | Japón | 1999 |